# Gaius Nautius Rutilus
Gaius Nautius Rutilus war ein römischer Feldherr und Politiker der frühen Römischen Republik.
Er entstammte einem patrizischen Geschlecht, dessen Herkunft unbekannt ist, das aber in der frühen Republik von einiger Bedeutung war und von 488 v. Chr. bis 287 v. Chr. in den Fasti erscheint und in dieser Zeit mehrere Konsuln und Konsulartribunen stellte. Er war der Sohn des Spurius Nautius Rutilius, Konsul 488 v. Chr., und Enkel eines weiteren Spurius.
Im Jahre 475 v. Chr. wurde er zum ersten Mal zum Konsul der Römischen Republik gewählt. Rom führte damals, verbündet mit den Latinern, Krieg gegen Veji. Während sein Amtskollege Publius Valerius Poplicola das römische Aufgebot gegen Veji führte, sicherte Nautius Rutilus mit seinen Truppen das römische Staatsgebiet. Als die mit Veji verbündeten Aequer und Volsker in das Gebiet der Latiner einfielen, tat Nautius zunächst nichts, um diese zurückzuschlagen, marschierte dann aber doch in das Land der Volsker ein, um die Latiner zu unterstützen. Im Jahre 458 v. Chr. wurde er erneut zum Konsul gewählt, zunächst mit einem nicht näher bekannten Carventus als Kollegen, dann mit Lucius Minucius Esquilinus Augurinus als Suffektkonsul. Im selben Jahr ernannte er Lucius Quinctius Cincinnatus zum Diktator.